# Pro-Lie-Gruppe
Eine Pro-Lie-Gruppe ist in der Mathematik eine topologische Gruppe, die sich in gewisser Weise als Grenzwert von Lie-Gruppen schreiben lässt.
Die Klasse aller Pro-Lie-Gruppen enthält alle Lie-Gruppen, kompakten Gruppen und zusammenhängenden lokalkompakten Gruppen, ist aber abgeschlossen unter beliebigen Produkten, was sie oft einfacher zu handhaben macht als beispielsweise die Klasse der lokalkompakten Gruppen. Lokalkompakte Pro-Lie-Gruppen sind seit der Lösung des fünften Hilbertschen Problems durch Andrew Gleason, Deane Montgomery und Leo Zippin bekannt, die Erweiterung auf nichtlokalkompakte Pro-Lie-Gruppen ist im Wesentlichen auf das Buch The Lie-Theory of Connected Pro-Lie Groups von Karl Heinrich Hofmann und Sidney Morris zurückzuführen, hat aber inzwischen auch viele Autoren angezogen.

## Definition
Eine topologische Gruppe ist eine Gruppe {\displaystyle G} mit Verknüpfung {\displaystyle \cdot } und neutralem Element {\displaystyle e} versehen mit einer Topologie, sodass sowohl {\displaystyle \cdot \colon G\times G\to G} (mit der Produkttopologie auf {\displaystyle G\times G}) als auch die Inversenbildung {\displaystyle x\mapsto x^{-1}} stetig sind.
Eine Lie-Gruppe ist eine topologische Gruppe, auf der es zusätzlich eine differenzierbare Struktur gibt, sodass die Multiplikation und Inversenbildung glatt sind.
Eine solche Struktur ist – falls sie existiert – immer eindeutig.
Eine topologische Gruppe {\displaystyle G} ist genau dann eine Pro-Lie-Gruppe, wenn sie eine der folgenden äquivalenten Eigenschaften hat:
- Die Gruppe {\displaystyle G} ist der projektive Limes einer Familie von Lie-Gruppen, genommen in der Kategorie der topologischen Gruppen.
- Die Gruppe {\displaystyle G} ist topologisch isomorph zu einer abgeschlossenen Untergruppe eines (eventuell unendlichen) Produktes von Lie-Gruppen.
- Die Gruppe ist vollständig (bzgl. ihrer linken uniformen Struktur) und jede offene Umgebung {\displaystyle U} des Eins-Elementes der Gruppe enthält einen abgeschlossenen Normalteiler {\displaystyle N\subseteq U}, sodass die Quotientengruppe {\displaystyle G/N} eine Lie-Gruppe ist.

Man beachte, dass in diesem Artikel – sowie in der Literatur über Pro-Lie-Gruppen – eine Lie-Gruppe immer endlichdimensional und hausdorffsch ist, aber nicht zweitabzählbar sein muss. Insbesondere sind also überabzählbare diskrete Gruppen nach dieser Terminologie (nulldimensionale) Lie-Gruppen und somit insbesondere Pro-Lie-Gruppen.

## Beispiele
- Jede Lie-Gruppe ist eine Pro-Lie-Gruppe.
- Jede endliche Gruppe wird mit der diskreten Topologie zu einer (nulldimensionalen) Lie-Gruppe und somit insbesondere zu einer Pro-Lie-Gruppe.
- Jede proendliche Gruppe ist somit eine Pro-Lie-Gruppe.
- Jede kompakte Gruppe lässt sich in ein Produkt von (endlichdimensionalen) unitären Gruppen einbetten und ist somit eine Pro-Lie-Gruppe.
- Jede lokalkompakte Gruppe besitzt eine offene Untergruppe, die eine Pro-Lie-Gruppe ist, insbesondere ist jede zusammenhängende lokalkompakte Gruppe eine Pro-Lie-Gruppe (Satz von Gleason-Yamabe)[1].
- Jede abelsche lokalkompakte Gruppe ist eine Pro-Lie-Gruppe.
- Die Butcher-Gruppe aus der Numerik ist eine Pro-Lie-Gruppe, die nicht lokalkompakt ist.
- Allgemeiner ist jede Charaktergruppe einer (reellen oder komplexen) Hopf-Algebra eine Pro-Lie-Gruppe, die in vielen interessanten Fällen nicht lokalkompakt ist.[2]
- Die Menge {\displaystyle \mathbb {R} ^{J}}aller reellwertigen Funktionen von einer Menge {\displaystyle J} ist mit der punktweisen Addition und der Topologie der punktweisen Konvergenz (Produkttopologie) eine abelsche Pro-Lie-Gruppe, die für unendliches {\displaystyle J} nicht lokalkompakt ist.
- Die projektive spezielle lineare Gruppe {\displaystyle \operatorname {PSL} _{2}(\mathbb {Q} _{p})} über dem Körper der {\displaystyle p}-adischen Zahlen ist ein Beispiel einer lokalkompakten Gruppe, die keine Pro-Lie-Gruppe ist. Dies liegt daran, dass sie einfach ist und somit die dritte oben genannte Bedingung in der Definition einer Pro-Lie-Gruppe nicht erfüllt sein kann.